# George Bello
George Bello (* 22. Januar 2002 in Abuja, Nigeria) ist ein US-amerikanisch-nigerianischer Fußballspieler. Der linke Außenverteidiger steht beim LASK unter Vertrag und ist US-amerikanischer Nationalspieler.

## Karriere

### Verein
George Bello wurde in der nigerianischen Hauptstadt geboren, wanderte mit seiner Familie aber bereits in seiner frühen Kindheit in die Vereinigten Staaten aus, wo man sich in Douglasville, Georgia niederließ. Zum Fußballsport wurde er von seinem Vater geführt, der selbst als Amateur in der nigerianischen Heimat aktiv war. Seine erste fußballerische Ausbildung erhielt er in der Southern Soccer Academy, die mit dem englischen FC Chelsea kooperiert. 2011 zog er in die Nachwuchsabteilung von Alpharetta Ambush weiter, wo es ihn fünf Jahre hielt, bevor er 2016 von der im Aufbau befindlichen MLS-Franchise Atlanta United angeworben wurde. In der Akademie der Five Stripes stach er rasch auf der Position des linke Außenverteidigers hervor und am 17. Juni 2017 wurde er mit einem Homegrown-Player-Vertrag ausgestattet, der zum 1. Januar 2018 in Kraft trat. Kurz darauf wurde er als US Soccer Development Academy Player of the Year ausgezeichnet.
Zum Spieljahr 2018 wurde er der Reservemannschaft Atlanta United 2 zugewiesen, welche in der zweithöchsten US-amerikanischen Spielklasse spielte. Am 1. April 2018 (3. Spieltag) bestritt er beim 2:2-Unentschieden mit 16 Jahren gegen Charlotte Independence sein Debüt im Erwachsenenbereich. In der ersten Mannschaft debütierte er am 3. September 2018 (27. Spieltag) bei der 1:3-Auswärtsniederlage gegen D.C. United, als er in der 76. Spielminute für Héctor Villalba eingewechselt wurde. In seinem erst dritten Einsatz in der Major League Soccer am 6. Oktober 2018 (32. Spieltag) beim 2:1-Heimsieg gegen New England Revolution schoss er sein erstes Tor als Profi. In seiner ersten Profisaison kam er auf keinen weiteren Einsatz in der ersten Mannschaft mehr. In der folgenden Spielzeit 2019 musste er aufgrund einer Adduktorenverletzung für mehr als vier Monate pausieren und kam anschließend nur noch in der Reservemannschaft zum Einsatz. Dort beendete er das Spieljahr mit einem Treffer in 12 Ligaeinsätzen. In der darauffolgenden Saison 2020 gehörte er wieder permanent dem Kader der ersten Mannschaft an und konnte sich als Stammspieler in der linken Außenverteidigung durchsetzen.
Ende Januar 2022 wechselte Bello in die Bundesliga zu Arminia Bielefeld. Am Ende der Saison stieg er mit dem Verein in die 2. Bundesliga ab. In dieser kam in der Spielzeit 2022/23 zu 21 Einsätzen, mit der Arminia stieg er dann zu Saisonende aber gar weiter in die 3. Liga ab.
Daraufhin wechselte Bello zur Saison 2023/24 zum österreichischen Bundesligisten LASK, bei dem er einen bis 2026 laufenden Vertrag erhielt.

### Nationalmannschaft
Bello spielte im Juni 2016 erstmals für die US-amerikanische U15-Nationalmannschaft und in den darauffolgenden Jahren lief er für diverse Altersklassen der Stars and Stripes auf. Mit der U17 nahm er Ende 2019 an der U17-Weltmeisterschaft 2019 in Indien teil, schied mit der Auswahl aber bereits in der Vorrunde aus.
Sein Debüt für die A-Nationalmannschaft gab er am 1. Februar 2022, als er im Freundschaftsspiel gegen Trinidad und Tobago in der zweiten Halbzeit eingewechselt wurde. Im Sommer 2021 nahm er mit der Mannschaft am CONCACAF Gold Cup teil gewann mit ihr den Titel. Bello selbst trug in zwei Einsätzen zum Titelgewinn bei und stand dabei sowohl im Gruppenspiel gegen Martinique als auch im Finale gegen Mexiko in der Startaufstellung.

## Erfolge
- CONCACAF Gold Cup: 2021